# Der Sturm (Film)
Der Sturm (Originaltitel: The Perfect Storm) ist ein Katastrophenfilm von Wolfgang Petersen aus dem Jahr 2000, dessen Handlung auf einer wahren Begebenheit aus dem Jahr 1991 beruht. Das Drehbuch basiert auf dem Sachbuch The Perfect Storm von Sebastian Junger. George Clooney und Mark Wahlberg spielen die Hauptrollen.
Die Erstausstrahlung im deutschen Free TV fand am 3. Oktober 2003 auf RTL statt.

## Handlung
Zu Beginn des Films schwenkt die Kamera über große Gedenktafeln in der Stadt Gloucester im US-Bundesstaat Massachusetts mit den Namen vermisster Fischer. Die Andrea Gail, ein für Schwertfischfang ausgerüstetes Schiff, läuft in den Heimathafen Gloucester ein. Captain Billy Tyne ist abhängig vom geizigen Inhaber des Schiffes, dem Geschäftsmann Bob Brown, der ihn wegen der schlechten Fangergebnisse beschimpft und demütigt. Linda Greenlaw, ebenfalls Fischereikapitänin, ist deutlich erfolgreicher. Sie ist in Billy verliebt, doch dieser ist mit Leib und Seele Fischer und möchte sich nicht an Land zur Ruhe setzen. In einem Gespräch mit Linda schildert er ihr, was ihm die Fischerei bedeutet und warum er nur allein arbeitet.
Obwohl die Saison 1991 eigentlich schon vorbei ist, läuft Billy zwei Tage später erneut aus, getrieben von der Hoffnung auf einen großen Fang. Seine Mannschaft besteht aus spontan angeheuerten Seeleuten, die ihm zwar vertrauen, aber so spät im Oktober das Festland größtenteils nur widerstrebend hinter sich lassen. Unter ihnen ist auch der junge Bobby Shatford. Er fährt gegen den Willen seiner Freundin Christina mit, die gerade eine Wohnung für sie beide gefunden hat.
Nach zunächst mäßigen Ergebnissen beschließt Billy, die Neufundlandbank zu verlassen und das östlich gelegene Flemish Cap anzusteuern. Nach einigen Unfällen – ein Hai gerät an Bord und verletzt einen der Männer, dann geht einer der Fischer über Bord und kann gerade noch gerettet werden – machen sich in der Crew böse Vorahnungen breit, die Billy mit der Ankündigung großer Fänge auf dem Flemish Cap zerstreut. Dort füllen sie tatsächlich die Laderäume, doch dann fällt die altersschwache Eismaschine irreparabel aus.
Da der Fang unter Deck ohne frisches Eis schnell verdirbt, bleibt ihnen jetzt nur übrig, auf geradem Weg zum Hafen zurückzukehren. Billy ist zwar über stürmisches Wetter informiert, weiß aber nicht, dass sich genau auf seiner Route ein Unwetter gigantischen Ausmaßes zusammenbraut, bestehend aus einer Kaltfront, die zwischen ein Tiefdruckgebiet und den Hurrican „Grace“ gerät und sich dort explosionsartig entlädt. Kurz darauf wird ihre Funkantenne vom Sturm weggerissen, sie können nicht mehr gewarnt werden. Dieser Sturm hat bereits zwei Frachter in Seenot und eine private Segelyacht zum Kentern gebracht, deren Besatzung von einem Hubschrauber aus gerettet werden konnte. Dieser fliegt anschließend die letzte bekannte Position der Andrea Gail an, doch unterwegs geht dem Hubschrauber der Treibstoff aus, eine Luftbetankung schlägt fehl, sie müssen in schwerer See notwassern und können bis auf einen Mann von einem Schiff der Küstenwache gerettet werden.
Die mittlerweile übel zugerichtete Andrea Gail befindet sich ohne Kontakt nach außen mitten im Sturm und kämpft um ihr Leben. Schweren Herzens beschließt die Crew, den großen Fang aufzugeben und umzukehren, um ihr eigenes Leben zu retten. Das riskante Wendemanöver gelingt ihnen, doch dann drückt eine plötzlich aufkommende Riesenwelle die Andrea Gail unter Wasser. Die Besatzung unter Deck hat keine Chance zu entkommen. Billy will das Schiff nicht verlassen und geht mit ihm unter, während Bobby aus dem Ruderhaus noch an die Wasseroberfläche gelangt.
Nach dem Sturm wird in einer einwöchigen Suche weder das Wrack der Andrea Gail noch einer der Männer gefunden. In der Kirche wird eine Trauerfeier für die verschollenen Seeleute abgehalten.
Am Ende des Films fährt die Hannah Boden, ein Schwesterschiff der Andrea Gail, unter Lindas Kommando bei schönem Wetter aus. Linda hört noch Billys Worte, als er ihr sagte, für ihn gebe es nichts Schöneres auf der Welt, als Kapitän eines Schwertfischfangschiffes zu sein.
Im Abspann wird eingeblendet, dass der Film den 10.000 Fischern aus Gloucester gewidmet ist, die seit dem 17. Jahrhundert ihr Leben auf See gelassen haben.

## Hintergrund
Der Film wurde in Orlando, Gloucester sowie Burbank gedreht. Die Dreharbeiten begannen am 26. Juli 1999 und endeten am 23. Dezember 1999. Drei Tage erfolgten sie am Rande des Hurrikans Floyd. Das Budget des Films wird auf 140 Millionen US-Dollar geschätzt. Am 26. Juni 2000 feierte er seine Weltpremiere in den USA. Am 5. Juli 2000 wurde er beim Filmquart Film Festival in Norwegen vorgeführt. In Deutschland und der Schweiz war der Film ab dem 2. Juli 2000 in Kinos zu sehen. Insgesamt wurden in den USA etwa 182,6 Millionen US-Dollar eingespielt, davon etwa 41,3 Millionen am Eröffnungswochenende. Weltweit wurden 327 bis 328 Millionen US-Dollar eingespielt.
Ursprünglich war Nicolas Cage für die Rolle des Bobby Shatford vorgesehen; er lehnte sie wegen anderer Verpflichtungen ab.
Legal Sea Foods, ein Restaurant aus Boston, kaufte das Schiff „Lady Grace“, das als Andrea Gail im Film zu sehen ist, um es in Gloucester als schwimmendes Andenken all denjenigen Seefahrern zu widmen, die auf See starben.

## Deutsche Synchronfassung
Die deutsche Synchronbearbeitung entstand bei Interopa Film in Berlin.
| Darsteller                  | Deutscher Sprecher       | Rolle                      |
| --------------------------- | ------------------------ | -------------------------- |
| George Clooney              | Detlef Bierstedt         | Capt. William „Billy“ Tyne |
| Michael Ironside            | Hans-Werner Bussinger    | Bob Brown                  |
| Mark Wahlberg               | Oliver Mink              | Bobby Shatford             |
| Diane Lane                  | Arianne Borbach          | Christina „Chris“ Cotter   |
| John C. Reilly              | Stefan Fredrich          | Dale „Murph“ Murphy        |
| William Fichtner            | Bernd Vollbrecht         | David „Sully“ Sullivan     |
| Bob Gunton                  | Ernst Meincke            | Alexander McAnally III.    |
| Josh Hopkins                | Boris Tessmann           | Capt. Darryl Ennis         |
| Steven Barr                 | K. Dieter Klebsch        | Commander Brudnicki        |
| Hayden Tank                 | Fionn Michael Verona     | Dale Murphy Jr.            |
| Merle Kennedy               | Ulrike Stürzbecher       | Debra Murphy               |
| Cherry Jones                | Almut Zydra              | Edie Bailey                |
| Janet Wright                | Kerstin Sanders-Dornseif | Ethel Shatford             |
| Rusty Schwimmer             | Martina Treger           | Irene „Big Red“ Johnson    |
| Mary Elizabeth Mastrantonio | Katharina Koschny        | Linda Greenlaw             |
| Todd Kimsey                 | Hans Hohlbein            | Lt. Rob Pettit             |
| Karen Allen                 | Cornelia Meinhardt       | Melissa Brown              |
| John Hawkes                 | Rainer Doering           | Michael „Bugsy“ Moran      |
| Patrick Stinson             | Uwe Büschken             | Nachrichtensprecher        |
| Melissa Samuels             | Irina von Bentheim       | Pam                        |
| Sandy Ward                  | Horst Lampe              | Quentin                    |
| Chris Palermo               | Frank Schröder           | Sgt. Borgers               |
| Dash Mihok                  | Johannes Berenz          | Sgt. Jeremy Mitchell       |
| Christopher McDonald        | Hans-Jürgen Dittberner   | Todd Gross                 |

## Soundtrack
Am 20. Juni 2000 wurde ein Soundtrack von Sony veröffentlicht, der zehn Musiktitel enthält.
| Nr. | Titel                                        | Dauer |
| --- | -------------------------------------------- | ----- |
| 1.  | Coming Home From The Sea (Instrumental)      | 9:27  |
| 2.  | The Fog’s Just Lifting… (Instrumental)       | 4:11  |
| 3.  | Let’s Go Boys (Instrumental)                 | 8:54  |
| 4.  | To The Flemish Cap (Instrumental)            | 7:17  |
| 5.  | The Decision To Turn Around (Instrumental)   | 9:20  |
| 6.  | Small Victories (Instrumental)               | 8:31  |
| 7.  | Coast Guard Rescue (Instrumental)            | 9:47  |
| 8.  | Rogue Wave (Instrumental)                    | 10:03 |
| 9.  | There’s No Goodbye… Only Love (Instrumental) | 7:33  |
| 10. | Yours Forever (Voice)                        | 4:02  |

Gegen Ende von Mary Elizabeth Mastrantonios emotionaler Ansprache in der Kirche von Gloucester zeichnete ihr Mikrofon ihren Herzschlag auf. Regisseur Wolfgang Petersen gefiel dieser Effekt, so dass er auf dem Soundtrack zu hören ist.

## Kritik
Das Lexikon des internationalen Films befindet: „Abenteuerfilm in klassischer Tradition, der sich viel Zeit für die Einführung seiner Personen nimmt und zugleich modernste Tricktechnik äußerst effektvoll einsetzt. Während über die gesamte Distanz die Publikumserwartungen erfüllt werden, bricht das Ende mit den Regeln des klassischen Hollywood-Films.“
James Berardinelli bezeichnete den Film auf ReelViews als „aufregend“, „engagiert“ und „majestätisch“. Er lobte den Film dafür, dass die historischen Fakten nicht zugunsten der Zuschauerzahl verändert würden. Berardinelli lobte außerdem vor allem die Darstellungen von George Clooney und Mark Wahlberg.
Roger Ebert schrieb in der Chicago Sun-Times vom 30. Juni 2000, Der Sturm sei ein gut ausgearbeitetes Beispiel für einen Film, der auf die pure Sensation ausgerichtet sei. Er würde keine komplexen Charaktere und keine ausgeprägte Handlung aufweisen, aber dies brauche er auch nicht.

## Auszeichnungen
Der Sturm wurde mit vier Preisen ausgezeichnet und für zahlreiche weitere Preise nominiert.
Im Jahr 2000 wurde der Film mit dem deutschen Bogey Award prämiert. 2001 erhielt der Film den BAFTA Award für die Besten visuellen Effekte sowie den Taurus Award für den Besten Wasserstunt. James Horner erhielt 2001 außerdem den Film and Television Music Award der American Society of Composers, Authors and Publishers (ASCAP) für die Beste Filmmusik.
Darüber hinaus war der Film 2001 in den Kategorien Beste visuelle Effekte und Bester Ton für den Oscar nominiert. Der Sturm erhielt 18 weitere Nominierungen, darunter
- für den Saturn Award 2001 für die Besten Spezialeffekte sowie als Bester Actionfilm/Thriller
- für den BAFTA Award 2001 in der Rubrik Bester Sound
- für den C.A.S. Award der amerikanischen Cinema Audio Society 2001 für außerordentliche Leistung bei der Tonabmischung
- für den Taurus Award 2001 in weiteren drei Kategorien
- für den Sierra Award der Las Vegas Film Critics Society 2000 für Beste visuelle Effekte

George Clooney, Mark Wahlberg und Diane Lane wurden außerdem im Jahr 2001 für den Blockbuster Entertainment Award nominiert.
Die Deutsche Film- und Medienbewertung FBW in Wiesbaden verlieh dem Film das Prädikat „besonders wertvoll“.